# Les Cycles du temps : une nouvelle vision de l’Univers
Les Cycles du temps : une nouvelle vision de l’Univers, titre original en anglais : Cycles of Time: An Extraordinary New View of the Universe, est un livre scientifique du physicien mathématicien Roger Penrose, publié par The Bodley Head en 2010 et aux Éditions Odile Jacob, pour la version en français, en 2013.
Le livre expose le modèle de Cosmologie cyclique conforme (CCC) de Roger Penrose, qui est une extension de la relativité générale mais qui s'oppose aux théories multidimensionnelles des cordes, largement soutenues, et à l'inflation cosmique qui suit le Big Bang.

## Synopsis
Roger Penrose examine les implications de la deuxième loi de la thermodynamique et sa marche inévitable vers un état d'entropie maximale de l'Univers. Il illustre l'entropie en termes d'espace des phases de l'état d'information (avec une dimension pour chaque degré de liberté) où les particules finissent par se déplacer dans des grains de plus en plus grands de cet espace de phase à partir de grains plus petits au fil du temps en raison du mouvement aléatoire. Il n'est pas d'accord avec le retour en arrière de Stephen Hawking sur la question de savoir si l'information est détruite lorsque la matière entre dans les trous noirs. Une telle perte d'information diminuerait de manière non triviale l'entropie totale de l'Univers, car les trous noirs s'étiolent sous l'effet du rayonnement de Hawking, ce qui entraîne une perte de niveaux de liberté de l'espace de phase.
Roger Penrose poursuit en affirmant que sur d'énormes échelles de temps (au-delà de 10100 années), la distance cesse d'être significative car toute la masse se décompose en énergie photonique extrêmement décalée vers le rouge, après quoi l'univers passe dans un état où ni l'espace ni le temps n'ont plus de signification. Roger Penrose nomme aiôn cette période séparant l'état du Big Bang à l'état photonique. 
L'état final de l'aiôn précédent devient l'état initial de Big Bang à faible entropie du cycle d'aiôn suivant. La géométrie conforme préserve les angles mais pas les distances de l'aiôn précédent, ce qui permet à l'univers du nouvel aiôn d'apparaître très petit à son commencement, alors que son espace de phase repart à zéro. 
Roger Penrose cite les anneaux concentriques découverts dans l'étude du fond diffus cosmologique WMAP comme preuve préliminaire de son modèle, car il a prédit que les collisions de trous noirs de l'aiôn précédent laisseraient de telles structures en raison des ondulations des ondes gravitationnelles.

## Accueil
La plupart des critiques non experts (non scientifiques) trouvent que le livre est difficile à comprendre entièrement ; quelques-uns, comme Kirkus Reviews et Doug Johnstone pour The Scotsman, apprécient les idées novatrices à contre-courant que Roger Penrose met en avant. Manjit Kumar (en), dans sa critique pour The Guardian, admire le jeu de géométrie en poupées russes du concept de CCC, le présentant comme une idée que M. C. Escher « aurait approuvée ».
Graham Storrs, du New York Journal of Books, concède que ce n'est pas un livre dans lequel un profane sans ambition devrait se plonger. L'écrivain de fiction américain Anthony Doerr, dans The Boston Globe, écrit : « Penrose n'a jamais hésité à inclure des mathématiques dans ses textes, et bravo à son éditeur d'avoir honoré ce souhait. Cela dit, la seconde moitié des Cycles du temps offre des pistes de ski très difficiles » ; « Si vous me pardonnez une métaphore de ski, Les Cycles du temps est un livre en forme de diamant noir ».